# Trysil
Trysil er en kommune i den østlige del af Innlandet fylke i Norge, med omkring 7.000 indbyggere. Den grænser i nord til Engerdal og Rendalen, i vest til Åmot, og i sydvest til Elverum og Våler. Den østlige del af kommunen er en norsk udbuling mod Sverige, så Sverige omgiver kommunen både i nord, øst og syd. Højeste punkt er Tverrfjellet der er 1.209 moh. Kommunen havde 6.633 indbyggere i 2019.
Jord- og skovbrug er traditionelt de vigtigste erhverv, og kommunen har flere træforædlingsrelaterede virksomheder. Trysilelven var en af de sidste elve i Norge med tømmerflådning, men denne virksomhed blev nedlagt i 1991. Trysil er desuden Norges største elgkommune, med 1.050 nedlagte elsdyr i 2004.
Vinterturisme er i vækst i kommunen, og Trysil er en del af Norges største skiområde Trysilfjellet.
Trysil er kendt for sine forfattere og skiløbere. Trysilgutten, stiftet 1861 er verdens ældste skiklub, og verdens første officielle, civile skiløb blev arrangeret her i 1855.
Byen Nybergsund blev bombet af tyske fly under angrebet på Norge 11. april 1940, da Kong Haakon VII og kronprins Olav opholdt sig der.

## Presse
Østlendingen og Hamar Arbeiderblad dækker nyheder og politik med lokale journalister.

## Geografi og klima
Trysil har et subarktisk klima med kolde vintre og varme somre. Gennemsnitstemperaturen i januar er -11 °C og 14 °C i juli. Der falder i gennemsnit 720 mm nedbør om året.

## Skiturisme
Trysil er en stor destination for skiturisme og bliver betegnet som et af Norges bedste skiområder. Denne turisme har stor økonomisk betydning for kommunen, og der bliver investeret massivt i udvidelsen af skiområdet. Op til 2017-2018 sæsonen åbnede man blandt andet nye lifte i børneområdet "Eventyr" og forhøjede kapaciteten i sneproduktionsanlægget. 
Trysil bliver årligt besøgt af mere end 50.000 danskere, hvoraf størstedelen er danske børnefamilier, der holder skiferie i børnenes årlige vinterferie.  Skiområdet Trysilfjellet, som Trysil by er en del af, ligger i en højde på 350-1.100 meter over havet. Der er i alt 65 piste og 32 lifte; heraf 17 slæbelifte, 6 stolelifte og 9 børnelifte. 
I 2013 modtog Trysil certificeringen "Sustainable Tourism", der er et kvalitetsbevis der tildeles bæredygtige rejsemål, der systematisk arbejder for at reducere miljøpåvirkningen. 

## Cykelturisme
Trysil har de seneste år investeret mange millioner i cykelturisme, så de kan holde gang i turismen hele året. Specielt mountainbike (stisykling), er populært i Trysil, hvor man har bygget masser af spor og baner til mountainbike. Specielt området Gullia og deres største cykelattraktion Magic Moose er populært blandt mountainbikere.

## Personer fra Trysil
- Haakon Nyhuus († 1913), bibliotekpionér og leksikonredaktør[9]
- Sven Moren († 1938), forfatter[10]
- Einar Skjæraasen († 1966), forfatter[11]
- Halldis Moren Vesaas († 1995), forfatter[12][13]
- Magnus Buflod, digter († 1997)[14]
- Tormod Haugen († 2008), børnebogsforfatter[15]
- Dagfinn Grønoset, journalist, forfatter fra Søre Trysil († 2008)[16]
- Per Gunnar Stensvaag (1956-), trafikflyver,[17] udøver af hanggliding, politiker, stortingsmand[18]
- Haakon Garaasen (1957-), forfatter[19]
- Sigmund Løvåsen (1977-), forfatter
- Halvor Floden, børnebogsforfatter

## Søsterbyer
Følgende byer er søsterbyer med Trysil:
- - Kil, Värmland, Sverige
- - Laihia, Länsi-Suomi, Finland